# Аливердиев, Агаверди Абутрабович
Агаверди Абутрабович Аливердиев (6.11.1918, Ахты — 25.06.1985, Каспийск) — советский машиностроитель, лауреат Государственной премия СССР, главный инженер завода Дагдизель (1965—1985).

## Биография
Родился 6 ноября 1918 г. в лезгинском селении Ахты Ахтынского района Дагестана в семье крестьянина. По национальности лезгин.
Отец — Абутраб Аливердиевич Аливердиев (1886—1963), до революции — рабочий, по возвращении из г. Баку — крестьянин.
Мать — Дюрнисе Мурадалиевна Аливердиева (1890(?) −1964) — до революции домохозяйка, затем колхозница.
После окончания Ахтынской сельской школы в 1935 году поступил в Дагестанский механический техникум в Махачкале. После окончания техникума в 1939 году был направлен на завод № 182 (ныне ОАО «Завод „Дагдизель“») в поселок «Двигательстрой» (ныне — город Каспийск).
В 1958 году без отрыва от производства с отличием окончил Всесоюзный заочный машиностроительный институт (ныне Московский технологический университет) по специальности «Технология машиностроения». В том же году назначен заместителем начальника отдела технического контроля завода.
В 1960 году назначен начальником ведущего отдела конструкторского бюро завода.
В 1962 году с созданием на заводе приборного производства назначен на должность заместителя директора завода по приборостроению. С 1965 года главный инженер завода.
Автор многих уникальных технических разработок. Под его именем зарегистрировано 8 авторских свидетельств, десятки эффективных рационализаторских предложений.

## Награды и звания
В 1978 году постановлением ЦК КПСС и Совета Министров Союза ССР присуждена Государственная премия СССР за работу в области специального аппаратостроения.
В 1981 году за заслуги в развитии экономики и культуры, за активное участие в общественной и политической жизни города решением Каспийского городского Совета народных депутатов присвоено звание «Почетный гражданин города Каспийска».
Кавалер орденов Октябрьской Революции, «Знак Почёта», многих медалей.

## Память
Память об Агаверди Абутрабовиче Аливердиеве увековечена присуждением ему звания «Почетный гражданин города» (Каспийск), установкой мемориальной доски на доме, где он жил, экспонатами музеев на заводе, в городе Каспийске и селе Ахты, учрежденной специальной Премией имени А. Аливердиева и А. Абакарова.